# Теодор Кастамонит
Теодор Кастамонит (на гръцки: Θεόδωρος Κασταμονίτης) е византийски аристократ и администратор от края на XII век – главен министър на империята през по-голямата част от първото царуване на император Исак II Ангел.

## Живот
Семейство Кастамонити вероятно произхожда от Кастамон в Пафлагония и в края на XI век изпъква като един от аристократичните кланове на Византийската империя, чиито членовете заемат различни граждански и военни длъжности при управлението на императорите Комнини. Теодор Кастамонит е брат на Ефросина Кастамонитиса, съпругата на Андроник Дука Ангел и майка на императорите Исаак II Ангел и Алексий III Ангел.
Когато Исак II се възкачва на трона, той не можел да разчита на подкрепата на неспокойните и амбициозни благороднически семейства и търси опора за властта си в бюрократичния елит. Веднага след възцаряването си новият император назначава вуйчо си Теодор за отговорник на финансовата администрация.
Въпреки че страдал от подагра, така че трябвало да бъде носен в носилка според сведенията на съвременника му Никита Хониат, Кастамонит бил красноречив оратор и способен администратор, особено що се отнася до данъчните дела – пизанските и генуезките търговци, например, се оплаквали, че той винаги събирал пълния размер на митото от тях. В резултат на това Исак II скоро го повишава в длъжност логотет на секретите, като го назначил за отговорник на всички граждански отдели. Всъщност Кастамонит станал фактически владетел на империята, тъй като се занимавал с управлението на всички държавни дела, а племенникът му винаги се съобразявал с молбите му. Длъжностните лица и благородниците трябвало да стоят прави в негово присъствие и да му отдават почит. Положението му било толкова високо, че Исак II му позволил да използва императорски атрибути, като например пурпорно военно наметало и пурпорно покривало за седло, или да се подписва със специалното пурпорно мастило, запазено единствено за императора. Теодор Кастамонит е и първият служител, посочен с титлата велик логотет в един хрисовул, даден на генуезците от Исак II през 1192 г. – титла, която скоро заменя тази на логотета на секретите.
Въпреки това, на 15 август 1193 г., по време на шествието за Успение богородично, Кастамонит е приветстван от тълпата като господар и император; след като чува това, той е поразен от апоплексия и въпреки че се възстановява за кратко, умира няколко дни по-късно. Наследен е като главен министър на империята от Константин Месопотамит.

## Цитирана литература
- Brand, Charles M. (1968). Byzantium Confronts the West, 1180–1204. Cambridge, Massachusetts: Harvard University Press
- Choniates, Nicetas (1984). O City of Byzantium, Annals of Niketas Choniatēs. Detroit: Wayne State University Press, ISBN 0-8143-1764-2
- ((fr)) Guilland, Rodolphe (1971). Les Logothètes: Etudes sur l'histoire administrative de l'Empire byzantin. – Revue des études byzantines, 29,  5–115, doi:10.3406/rebyz.1971.1441, http://www.persee.fr/web/revues/home/prescript/article/rebyz_0766-5598_1971_num_29_1_1441
- ((en)) Kazhdan, Alexander (ed) (1991). The Oxford Dictionary of Byzantium. Oxford and New York: Oxford University Press, ISBN 0-19-504652-8, COBISS.BG-ID: 1107246820, https://archive.org/details/odb_20210521/mode/2up
- ((el)) Varzos, Konstantinos (1984). Η Γενεαλογία των Κομνηνών, A. Thessaloniki: Centre for Byzantine Studies, University of Thessaloniki, OCLC 834784634, архив на оригинала от 11 април 2019, https://web.archive.org/web/20190401114347/https://www.kbe.auth.gr/sites/default/files/bkm20a2.pdf

|  | Тази страница частично или изцяло представлява превод на страницата Theodore Kastamonites в Уикипедия на английски. Оригиналният текст, както и този превод, са защитени от Лиценза „Криейтив Комънс – Признание – Споделяне на споделеното“, а за съдържание, създадено преди юни 2009 година – от Лиценза за свободна документация на ГНУ. Прегледайте историята на редакциите на оригиналната страница, както и на преводната страница, за да видите списъка на съавторите. ВАЖНО: Този шаблон се отнася единствено до авторските права върху съдържанието на статията. Добавянето му не отменя изискването да се посочват конкретни източници на твърденията, които да бъдат благонадеждни. |